# 莊夏
莊夏（中古漢語拼音：Tsian Äa ，閩南語白話字：Chng Hā，粵語拼音方案：zong1 haa6，1155年—1223年），字子禮，號藻齋老人，福建路泉州永春縣桃園湖湖陽（今福建泉州永春縣桃園湖湖陽）人，中國南宋政治家及文學家。
莊夏生於南宋高宗紹興二十五年（公元1155年）；晚年退歸閭里，閉戶著書，自號藻齋老人；仙於南宋嘉定十六年（公元1223年）。

## 生平
元吉公四子，少時喪父，家貧；隨三兄長莊晦學習。弱冠之年已精通禮經，郡博士張叔椿奇之，勉勵他入鄉學。

### 家世
入閩莊姓始祖及唐末時擔任嶺南道廣州都督刺史莊森之後，其四子莊申的八世孫。

### 仕途
南宋孝宗淳熙二年（公元1175年）入太學就讀，淳熙八年（公元1181年）中進士；出任寧國知縣，後調贛州兴国知縣。
任內重教化，興庠序；清賦稅，剔蠹弊；息爭訟，剖疑獄；對赤貧戶欠稅逃亡者則給錢代納，政聲卓著。
南宋寧宗慶元六年（公元1200年）大旱，宋寧宗下詔求直言。莊夏上書建議寧宗“體陽剛之德，使後宮戚里，內省黃門”，以提高聖上威望。後被召為太常博士，上疏認為近年的朝政“分藩持節，詔墨未乾而改除；坐席未溫而易地，一人而歲三易節；一歲而郡四易守，民力何由而裕？”南宋孝宗開禧二年（公元1206年），遷國子博士，首陳邊衅不可妄開。嘉定年初，以著作佐仕郎官銜提舉江東常平倉。荒年來臨，夏公開倉賜濟使飢民得可救活。後任轉為尚書郎，升任軍器監太府少卿。
朝廷為求便於控制汀州、潮州叛亂，南宋寧宗嘉定二年（公元1209年）夏公出任漳州知州，在該地奏請屯兵大池故寨和新增小澳和南嶺兩寨。嘉定三年（公元1210年）下令於漳州九龍江北溪建立木造大橋，命名為通濟橋；免除在北溪兩岸人民的交通上的不便問題。
莊夏入朝任宗正少卿兼國史編修官，又權直學士院兼太子侍讀。當時，河北流民紛紛渡河來臨安府求生。莊夏向寧宗進言，荊楚兩淮多拋耕之田，可以計口授地，貸給屋廬牛具。這樣「吾乘其始至，可以得其欲；彼幸其不死，可以忘其勞。兵民可合，屯田可成，此萬世一時也」。莊夏後擔任中書舍人兼太子右庶子、左諭德，又奏言時下兵多閒散，乞下令諸將帥，令老弱自報，可以子弟侄婿身體強壯者頂替，代其名糧。寧宗採納他的建議，派他任兵部侍郎。其時，史彌遠為宰相，朝內官員都不敢言談邊境及宮廷大事，獨莊夏直言「西蜀潰卒，宜討宜招；江淮制閫，宜分宜合；山東忠義，宜刺宜汰」。請詔令「侍從兩台諫自為議狀，大臣類聚以聞」，忤史彌遠之意，言皆不用。莊夏即一再上疏引退，朝廷授予寶謨閣待制奉祠，進煥章閣待制。自此，他退歸閭裡，閉戶著書，自號藻齋老人。
嘉定十二年（公元1219年），封永春縣開國男。食邑300戶，賜紫衣金魚袋。他的祖墓在湖洋鬼岫山，寧宗為其改名錦鏽山，并賜建府第於泉州城，始自所居永春蓬萊山遷泉州（故址在今泉州市區莊府巷内）。嘉定十六年（公元1223年）卒，贈少帥。
莊夏衣冠塚在永春縣湖洋镇玉柱村。

## 後世評價
寧宗為他的像題贊曰：「天生美質，學業逍遙。堅冰志操，曆仕三朝。忠言逆耳，書史所標。宗祀繁衍，百世不祧。」

## 著作
莊夏對經學深有鑽研，所著有《禮記解》、《國史大事記》、《典故備志》、《遺文》20卷。

## 延伸阅读
[在维基数据编辑]
 《宋史/卷395》，出自脱脱《宋史》